# Aranjuez
Aranjuez é uma pequena cidade, sede do município homónimo na Espanha, no sul da
província e comunidade autónoma de Madrid, de área 189,13 km² com uma população de 59 833 habitantes (2021) e densidade populacional de 316,4 hab./km². Aranjuez, situada na confluência dos rios Tejo e Jarama, dista da capital do país cerca de 48 km e, na mesma proporção, de Toledo.
Aranjuez tornou-se conhecida pelo Palácio Real, uma residência real com vastos jardins; não obstante, a qualidade dos morangos que nesta região se produzem é conceituada e apreciada em toda a Espanha. Ao nível internacional, Aranjuez popularizou-se pelo sobejamente conhecido «Concierto de Aranjuez» de Joaquin Rodrigo que, após falecer, aqui foi enterrado. A Paisagem Cultural de Aranjuez foi declarada Património da Humanidade pela UNESCO em 2001.

## Demografia
| Variação demográfica do município entre 1991 e 2004 | Variação demográfica do município entre 1991 e 2004 | Variação demográfica do município entre 1991 e 2004 | Variação demográfica do município entre 1991 e 2004 |
| --------------------------------------------------- | --------------------------------------------------- | --------------------------------------------------- | --------------------------------------------------- |
| 1991                                                | 1996                                                | 2001                                                | 2004                                                |
| 36162                                               | 38900                                               | 40797                                               | 42481                                               |

Aranjuez ocupa o 18.º lugar nos municípios espanhóis da comunidade autónoma de Madrid (dados de 2006). Em fevereiro de 2005 a população de Aranjuez distribuía-se em cerca de 23.545 pessoas do sexo masculino e 24.594 do sexo feminino.

## Cultura
Durante o Verão, a população tem por tradição utilizar as áreas de piqueniques perto do rio Tejo para jantar — são os gangos, cuja palavra em espanhol é utilizada unicamente em Aranjuez.
Quanto à gastronomia, alguns dos produtos da Huerta Ribereña são os morangos e os espargos. São também muito conhecidos os pratos de faisão.

## Transportes
Algumas estradas que conduzem a Aranjuez são a A4 (anteriormente designada de N-IV), que liga Madrid a Cádiz; a R4 (com portagem), que liga Madrid a Ocaña; e a N400, que liga Toledo a Cuenca. A nível dos caminhos de ferro, Aranjuez está servida pelos comutadores para estação de Atocha, em Madrid; para destinos inter-regionais, permite ligação com o leste e sul de Espanha.

## Cidades geminadas
- Écija (Sevilha) - Espanha,
- Le Pecq-sur-Seine (Yvelines) - França.